# Blütenmulmkäfer
Die Blütenmulmkäfer oder Blumenkäfer (Anthicidae) sind eine Familie der Käfer, die im Aussehen Ameisen sehr ähnlich sind.

## Merkmale
Der kleine Kopf der Käfer sitzt am Ende eines spitz zulaufenden Halsschildes, das schmal und kugelig ist. Die Beine und Antennen sind schlank, was die ameisenähnliche Form ausmacht.
Die Käfer sind Allesfresser und ernähren sich von Gliederfüßern, Pollen, Pilzen und allem, was sie darüber hinaus an fressbarer Nahrung finden. Einige Arten sind Nützlinge, weil sie sich von Larven und Eiern von Schädlingen ernähren.
Die Larven sind entweder Allesfresser, Jäger oder Pilzfresser. Die Larven der Gattung Notoxus fressen auch gerne Süßkartoffeln an.
Zahlreiche Arten der Familie speichern das Gift Cantharidin, um es gegen ihre Fressfeinde einzusetzen.

## Systematik
Die Familie der Blütenmulmkäfer ist in Europa mit vier Unterfamilien in 23 Gattungen und knapp 400 Arten vertreten. Weltweit gibt es etwa 100 Gattungen mit insgesamt über 3.000 Arten.

### Familie Anthicidae (Blütenmulmkäfer)

#### UnterfamilieAnthicinae

##### TribusAnthicini
- Amblyderus brunneus Pic, 1893
- Amblyderus scabricollis (La Ferté-Sénectère, 1847)
- Anthicus angustatus Curtis, 1838
- Anthicus antherinus (Linnaeus, 1761)
- Anthicus armatus Truqui, 1855
- Anthicus ater (Thunberg, 1787)
- Anthicus axillaris W. L. E. Schmidt, 1842
- Anthicus balachanus Pic, 1906
- Anthicus basithorax Pic, 1941
- Anthicus biguttatus La Ferté-Sénectère, 1849
- Anthicus bimaculatus Illiger, 1801
- Anthicus brunneipennis Pic, 1896
- Anthicus brunneus La Ferté-Sénectère, 1842
- Anthicus catalanus Bonadona, 1953
- Anthicus constellatus Krekich-Strassoldo, 1928
- Anthicus cribripennis Desbrochers des Loges, 1875
- Anthicus crinitus La Ferté-Sénectère, 1849
- Anthicus cylindricus Pic, 1899
- Anthicus czernohorskyi Pic, 1912
- Anthicus difformis De Marseul, 1879
- Anthicus diversus De Marseul, 1879
- Anthicus escorialensis Pic, 1893
- Anthicus fenestratus W. L. E. Schmidt, 1842
- Anthicus flavipes (Panzer, 1797)
- Anthicus fumosus Lucas, 1843
- Anthicus fuscicornis La Ferté-Sénectère, 1849
- Anthicus genei La Ferté-Sénectère, 1849
- Anthicus gratiosus Pic, 1896
- Anthicus guttifer Wollaston, 1864
- Anthicus hamicornis De Marseul, 1880
- Anthicus humeralis Gebler, 1841
- Anthicus inaequalis De Marseul, 1879
- Anthicus inderiensis De Marseul, 1879
- Anthicus invreai Koch, 1933
- Anthicus korbi Pic, 1902
- Anthicus laeviceps Baudi, 1877
- Anthicus lapidosus Wollaston, 1864
- Anthicus latefasciatus Desbrochers des Loges, 1875
- Anthicus leveillei Pic, 1893
- Anthicus lubbockii Wollaston, 1857
- Anthicus luteicornis W. L. E. Schmidt, 1842
- Anthicus niger (Olivier, 1811)
- Anthicus ophthalmicus Rottenberg, 1871
- Anthicus pliginskyi (Telnov, 2004)
- Anthicus proximus De Marseul, 1879
- Anthicus quadridecoratus Abeille de Perrin, 1885
- Anthicus quadrioculatus La Ferté-Sénectère, 1849
- Anthicus rufivestis De Marseul, 1879
- Anthicus sabulosus De Marseul, 1879
- Anthicus schmidtii Rosenhauer, 1847
- Anthicus scurrula Truqui, 1855
- Anthicus sellatus (Panzer, 1796)
- Anthicus semicupreus Pic, 1893
- Anthicus sivaschensis Blinstein, 1988
- Anthicus subtilis Gistel, 1831
- Anthicus theryi Pic, 1892
- Anthicus thyreocephalus Solsky, 1867
- Anthicus tristis W. L. E. Schmidt, 1842
- Anthicus umbrinus La Ferté-Sénectère, 1849
- Cordicomus baicalicus (Mulsant & Rey, 1866)
- Cordicomus caucasicus (Pic, 1893)
- Cordicomus gracilior (Abeille de Perrin, 1885)
- Cordicomus gracilis (Panzer, 1797)
- Cordicomus instabilis (W. L. E. Schmidt, 1842)
- Cordicomus litoralis (Wollaston, 1854)
- Cordicomus notoxoides (Wollaston, 1864)
- Cordicomus opaculus (Wollaston, 1864)
- Cordicomus posticus (Motschulsky, 1849)
- Cordicomus rufescens (J. Müller, 1908)
- Cordicomus turca (De Marseul, 1879)
- Cyclodinus angustulus (Pic, 1892)
- Cyclodinus ataensis (Pic, 1901)
- Cyclodinus basanicus (Sahlberg, 1913)
- Cyclodinus bicarinula (De Marseul, 1879)
- Cyclodinus blandulus (Baudi, 1877)
- Cyclodinus bremei (La Ferté-Sénectère, 1842)
- Cyclodinus brivioi Bucciarelli, 1962
- Cyclodinus cerastes (Truqui, 1855)
- Cyclodinus coniceps (De Marseul, 1879)
- Cyclodinus constrictus (Curtis, 1838)
- Cyclodinus croissandeaui (Pic, 1893)
- Cyclodinus debilis (La Ferté-Sénectère, 1849)
- Cyclodinus dentatus (Pic, 1895)
- Cyclodinus desbrochersi (Pic, 1893)
- Cyclodinus dimidiatus (Wollaston, 1864)
- Cyclodinus erro (Truqui, 1855)
- Cyclodinus fatuus (Truqui, 1855)
- Cyclodinus forticornis (Pic, 1893)
- Cyclodinus humilis (Germar, 1824)
- Cyclodinus incomptus (Truqui, 1855)
- Cyclodinus italicus (Pic, 1901)
- Cyclodinus kryzhanovskii Blinstein, 1988
- Cyclodinus larvipennis (De Marseul, 1879)
- Cyclodinus longipilis (C. Brisout de Barneville, 1863)
- Cyclodinus lotus (De Marseul, 1879)
- Cyclodinus lucidicollis (De Marseul, 1879)
- Cyclodinus maltzevi Blinstein, 1988
- Cyclodinus mediobrunneus (Pic, 1893)
- Cyclodinus minutus (La Ferté-Sénectère, 1842)
- Cyclodinus misoloughii (Pic, 1893)
- Cyclodinus moltonii Bucciarelli, 1961
- Cyclodinus montandoni (Pic, 1909)
- Cyclodinus morawitzi (Desbroches des Loges, 1875)
- Cyclodinus reitteri (Pic, 1892)
- Cyclodinus roberti (Pic, 1892)
- Cyclodinus salinus (Crotch, 1866)
- Cyclodinus sareptanus (Pic, 1893)
- Cyclodinus semiopacus (Reitter, 1887)
- Cyclodinus sibiricus Pic, 1893
- Cyclodinus thessalius (De Marseul, 1879)
- Cyclodinus ustulatus (La Ferté-Sénectère, 1849)
- Hirticollis hispidus (Rossi, 1792)
- Hirticollis jacqueti (Pic, 1893)
- Hirticollis quadriguttatus (Rossi, 1792)
- Leptaleus chaudoiri (Kolenati, 1846)
- Leptaleus glabellus (Truqui, 1855)
- Leptaleus rodriguesi (Latreille, 1804)
- Leptaleus uralensis Pic, 1905
- Omonadus anticemaculatus (Pic, 1900)
- Omonadus bifasciatus (Rossi, 1792)
- Omonadus floralis (Linnaeus, 1758)
- Omonadus formicarius (Goeze, 1777)
- Omonadus lateriguttatus (De Marseul, 1879)
- Omonadus phoenicius (Truqui, 1855)
- Omonadus signatellus (Krekich-Strassoldo, 1928)
- Stricticomus goebelii (La Ferté-Sénectère, 1849)
- Stricticomus longicollis (W. L. E. Schmidt, 1842)
- Stricticomus ornatus (Truqui, 1855)
- Stricticomus rufithorax (La Ferté-Sénectère, 1849)
- Stricticomus tobias (De Marseul, 1879)
- Stricticomus transversalis (Villa & Villa, 1833)
- Stricticomus truncatus (Pic, 1894)

##### TribusEndomiini
- Endomia lefebvrei (La Ferté-Sénectère, 1849)
- Endomia occipitalis (Dufour, 1843)
- Endomia senilis (Wollaston, 1864)
- Endomia tenuicollis (Rossi, 1792)
- Endomia unifasciata (Bonelli, 1812)

##### TribusFormicomini
- Anthelephila caeruleipennis (La Ferté-Sénectère, 1847)
- Anthelephila canaliculata (La Ferté-Sénectère, 1849)
- Anthelephila hauseri (Pic, 1897)
- Anthelephila hispanica (Motschulsky, 1849)
- Anthelephila ionica (La Ferté-Sénectère, 1849)
- Anthelephila latro (La Ferté-Sénectère, 1849)
- Anthelephila ninus (La Ferté-Sénectère, 1849)
- Anthelephila pedestris (Rossi, 1790)
- Stenidius contractipennis (Pic, 1911)
- Stenidius tenuipes (La Ferté-Sénectère, 1849)
- Stenidius vittatus (Lucas, 1843)

##### TribusMicrohorini
- Aulacoderus canariensis (Wollaston, 1864)
- Aulacoderus friwaldszkyi (La Ferté-Sénectère, 1849)
- Aulacoderus funebris (Reitter, 1884)
- Aulacoderus maderae Bonadona, 1963
- Aulacoderus scydmaenoides (Wollaston, 1864)
- Aulacoderus sulcithorax (Desbrochers des Loges, 1875)
- Clavicomus austriacus (Pic, 1901)
- Clavicomus balazuci Bonadona, 1986
- Clavicomus bruckii (von Kiesenwetter, 1870)
- Clavicomus callimus (Baudi, 1877)
- Clavicomus dichrous (La Ferté-Sénectère, 1849)
- Clavicomus doderoi (Pic, 1902)
- Clavicomus gigas (Pic, 1899)
- Clavicomus henoni (Pic, 1899)
- Clavicomus heydeni (De Marseul, 1879)
- Clavicomus longiceps (La Ferté-Sénectère, 1849)
- Clavicomus martinezi (Pic, 1932)
- Clavicomus nigroterminatus (Pic, 1909)
- Clavicomus optabilis (La Ferté-Sénectère, 1849)
- Clavicomus paganettii (Pic, 1909)
- Clavicomus postluteofasciatus (Pic, 1938)
- Clavicomus ragusae (Pic, 1898)
- Clavicomus schrammi (Pic, 1913)
- Clavicomus uhagoni (Pic, 1904)
- Clavicomus versicolor (von Kiesenwetter, 1866)
- Liparoderus insignis (Lucas, 1843)
- Liparoderus venator (Dufour, 1849)
- Microhoria adventicia (Krekich-Strassoldo, 1929)
- Microhoria aguilari Bonadona, 1960
- Microhoria albopilosa (Krekich-Strassoldo, 1929)
- Microhoria amicitiae (Dufour, 1849)
- Microhoria andalusiaca (La Ferté-Sénectère, 1849)
- Microhoria angulapex (Koch, 1935)
- Microhoria aspelia (Truqui, 1855)
- Microhoria aubei (La Ferté-Sénectère, 1849)
- Microhoria balearica (Pic, 1904)
- Microhoria barrosi (Pic, 1938)
- Microhoria benigna (Krekich-Strassoldo, 1929)
- Microhoria bergeri Bonadona, 1986
- Microhoria binotaticollis (Pic, 1919)
- Microhoria bispilifasciata (De Marseul, 1878)
- Microhoria bleusei (Pic, 1893)
- Microhoria brisouti (Desbrochers des Loges, 1875)
- Microhoria caliginosa (La Ferté-Sénectère, 1849)
- Microhoria cantabrica (De Marseul, 1879)
- Microhoria capito (La Ferté-Sénectère, 1849)
- Microhoria caprai Bucciarelli, 1977
- Microhoria caspia (Desbrochers des Loges, 1875)
- Microhoria cerrutii Bucciarelli, 1976
- Microhoria chobauti (Pic, 1892)
- Microhoria codinai (Pic, 1919)
- Microhoria corallicollis (Reitter, 1889)
- Microhoria curticollis (Pic, 1894)
- Microhoria cyrtopyga Bonadona, 1952
- Microhoria decora (Krekich-Strassoldo, 1929)
- Microhoria dejeanii (La Ferté-Sènectére, 1849)
- Microhoria digitalis (De Marseul, 1878)
- Microhoria emaciata (Pic, 1896)
- Microhoria espunana (Pic, 1930)
- Microhoria fairmaieri (Brisout de Barneville, 1863)
- Microhoria fasciata (Chevrolat, 1834)
- Microhoria feroni Bonadona, 1960
- Microhoria franzi Bonadona, 1958
- Microhoria funeraria (De Marseul, 1879)
- Microhoria fuscipes (De Marseul, 1879)
- Microhoria ghilianii (La Ferté-Sénectère, 1849)
- Microhoria gorgus (Truqui, 1855)
- Microhoria helenae (Koch, 1933)
- Microhoria hispanica (Pic, 1899)
- Microhoria humerifer (Pic, 1902)
- Microhoria imbasicornis (Pic, 1931)
- Microhoria ionica (Pic, 1901)
- Microhoria iscariotes (La Ferté-Sénectère, 1849)
- Microhoria lafertei (Truqui, 1855)
- Microhoria lanata (Krekich-Strassoldo, 1929)
- Microhoria lederi (De Marseul, 1879)
- Microhoria leonhardi (Krekich-Strassoldo, 1913)
- Microhoria leuthneri (Pic, 1897)
- Microhoria lindbergi (Pic, 1932)
- Microhoria major (Pic, 1896)
- Microhoria mateui Bonadona, 1954
- Microhoria mollis (Desbrochers des Loges, 1875)
- Microhoria moroderi (Pic, 1930)
- Microhoria mylabrina (Gené, 1839)
- Microhoria nectarina (Panzer, 1794)
- Microhoria notata (Pic, 1901)
- Microhoria oberthuri (Baudi, 1877)
- Microhoria oertzeni (Pic, 1901)
- Microhoria opipara Bonadona, 1977
- Microhoria ovata (De Marseul, 1879)
- Microhoria palicari (Laporte de Castelnau, 1840)
- Microhoria patagiata (von Kiesenwetter, 1861)
- Microhoria paykullii (Gyllenhal, 1808)
- Microhoria piciceps (Desbrochers des Loges, 1875)
- Microhoria pinicola (Reitter, 1889)
- Microhoria plumbea (La Ferté-Sénectère, 1842)
- Microhoria raveli (Pic, 1899)
- Microhoria roseicollis (Pic, 1892)
- Microhoria rubriceps (Pic, 1896)
- Microhoria ruficollis (W. L. E. Schmidt, 1842)
- Microhoria schmiedeknechti (Pic, 1899)
- Microhoria scrobicollis (La Ferté-Sénectère, 1849)
- Microhoria selvei (Pic, 1895)
- Microhoria semicincta (Desbrochers des Loges, 1875)
- Microhoria separanda (Krekich-Strassoldo, 1929)
- Microhoria sidonia (Truqui, 1855)
- Microhoria subgracilis (Krekich-Strassoldo, 1929)
- Microhoria sydowi (Pic, 1936)
- Microhoria syrensis (Pic, 1902)
- Microhoria terminata (W. L. E. Schmidt, 1842)
- Microhoria unicolor (W. L. E. Schmidt, 1842)
- Microhoria valida (Pic, 1896)
- Microhoria velutina (La Ferté-Sénectère, 1849)
- Microhoria venusta (Villa & Villa, 1833)
- Microhoria vespertina (Rosenhauer, 1856)
- Microhoria villiersi Bonadona, 1984
- Microhoria volxemi (De Marseul, 1878)
- Microhoria zonata (La Ferté-Sénectère, 1849)
- Tenuicomus barnevillei (Pic, 1892)
- Tenuicomus escalerai (Pic, 1904)
- Tenuicomus merkli (Pic, 1897)
- Tenuicomus ocreatus (La Ferté-Sénectère, 1847)
- Tenuicomus olivaceus (La Ferté-Sénectère, 1849)
- Tenuicomus ottomanus (La Ferté-Sénectère, 1849)
- Tenuicomus pallicrus (Dufour, 1849)
- Tenuicomus platiai Degiovanni, 2000
- Tenuicomus pumilus (Baudi, 1877)
- Tenuicomus subaereus (Reitter, 1890)
- Tenuicomus subsericeus (Pic, 1898)
- Tenuicomus tarifanus (Pic, 1904)
- Tenuicomus tibialis (Waltl, 1835)
- Tenuicomus velox (La Ferté-Sénectère, 1849)

##### TribusNotoxini
- Mecynotarsus bison (Olivier, 1811)
- Mecynotarsus faustii Seidlitz, 1891
- Mecynotarsus semicinctus Wollaston, 1865
- Mecynotarsus serricornis (Panzer, 1796)
- Mecynotarsus truquii De Marseul, 1879
- Notoxus angustulus Krekich-Strassoldo, 1919
- Notoxus binotatus (Gebler, 1829)
- Notoxus brachycerus (Faldermann, 1837)
- Notoxus cavifrons La Ferté-Sénectère, 1849
- Notoxus eurycerus von Kiesenwetter, 1861
- Notoxus hirtus La Ferté-Sénectère, 1849
- Notoxus lobicornis Reiche, 1864
- Notoxus lonai Bucciarelli, 1973
- Notoxus mauritanicus La Ferté-Sénectère, 1847
- Notoxus miles W. L. E. Schmidt, 1842
- Gemeiner Einhornkäfer (Notoxus monoceros) (Linnaeus, 1760)
- Notoxus rubetorum Truqui, 1855
- Notoxus sareptanus Heberdey, 1936
- Notoxus siculus La Ferté-Sénectère, 1849
- Notoxus simulans Heberdey, 1935
- Notoxus trifasciatus Rossi, 1792
- Pseudonotoxus testaceus (La Ferté-Sénectère, 1849)

#### UnterfamilieMacratriinae
- Macratria hungarica (Hampe, 1873)

#### UnterfamilieSteropinae
- Steropes caspius Steven, 1806
- Steropes latifrons Sumakov, 1908
- Steropes obscurans Pic, 1894
- Steropes pici Abdullah, 1966
- Steropes popei Abdullah, 1966

#### UnterfamilieTomoderinae
- Pseudotomoderus compressicollis (Motschulsky, 1839)
- Tomoderus bosnicus Pic, 1892
- Tomoderus dalmatinus Reitter, 1881
- Tomoderus ehlersi von Heyden, 1882
- Tomoderus italicus De Marseul, 1879
- Tomoderus piochardi von Heyden, 1871